# 岡田奈々 (1997年生のアイドル)
岡田 奈々（おかだ なな、1997年〈平成9年〉11月7日 - ）は、日本の女優、歌手、YouTuberであり、女性アイドルグループAKB48の元メンバーである。2017年3月から2022年3月にかけて、STU48を兼任していた。
神奈川県出身。エイベックス・アスナロ・カンパニー所属。

## 来歴
1997年

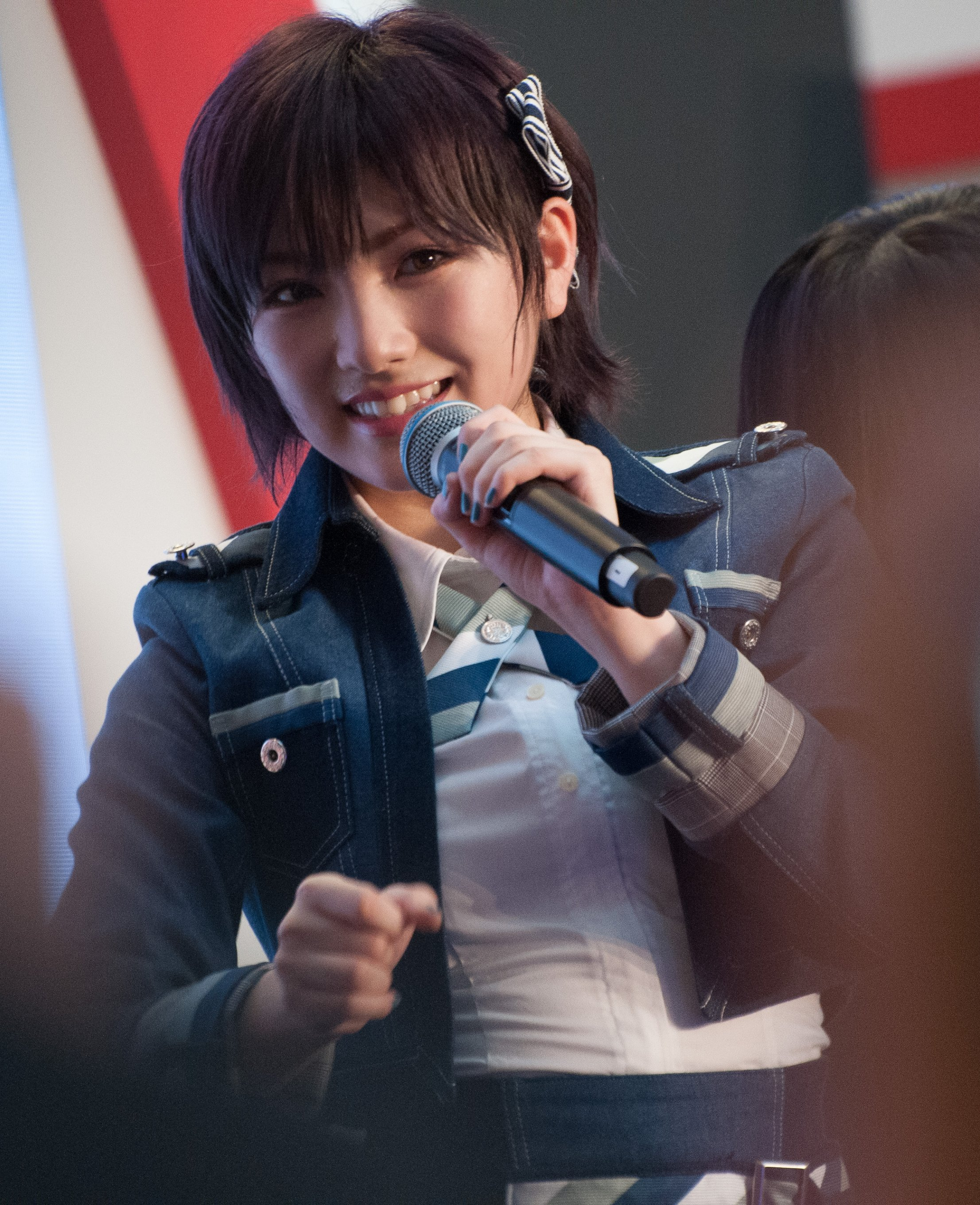
クアラルンプールで行われたジャパン エキスポにて（2019年7月）

- 大阪府寝屋川市で生まれ、3歳ごろまで住んでいた。

2011年
- AKB48 第13期生オーディションに応募するも不合格。

2012年
- 5月13日、AKB48 第14期生オーディションの最終審査に合格し、同年7月14日、同期の橋本耀とともに劇場公演でお披露目された。

2013年
- 7月20日に当時AKB48グループの研究生だった小嶋真子・西野未姫・北川綾巴・渋谷凪咲・田島芽瑠・朝長美桜とともに派生ユニットを結成することが発表された。7月31日に名前が「てんとうむChu!」と公表され、新曲「君だけにChu！Chu！Chu！」を初披露した。
- 8月24日、東京ドームで開催された『真夏のドームツアー〜まだまだやらなきゃいけないことがある〜』公演3日目においてチーム4への昇格が発表された。

2014年
- 1月29日、大島涼花・川栄李奈とともに「チーム神奈川」名義で、東日本旅客鉄道（JR東日本）横浜線に導入される新型車両E233系電車6000番台の営業運行開始に際し展開する「横浜線新型車両導入キャンペーン」の宣伝を担当することが発表される。
- 5月21日発売のAKB48 36thシングル『ラブラドール・レトリバー』で初めてシングル表題曲の選抜入りを果たした。
- 5月から6月にかけて投票が実施された『AKB48 37thシングル 選抜総選挙』で51位となり、フューチャーガールズに選出された。
- 9月11日 - 16日、AiiA Theater Tokyoで上演されたミュージカル『AKB49〜恋愛禁止条例〜』に水野春子役で出演。

2015年
- 3月26日にさいたまスーパーアリーナで開催された『AKB48春の単独コンサート〜ジキソー未だ修行中!〜』において、チーム4の副キャプテンに就任することが発表された。
- 5月から6月にかけて投票が実施された『AKB48 41stシングル 選抜総選挙』で29位となり、アンダーガールズに選出された。

2016年
- 5月から6月にかけて投票が実施された『AKB48 45thシングル 選抜総選挙』で14位となり、選抜総選挙での初の選抜入りとなる。
- 12月31日、第67回NHK紅白歌合戦の番組企画として行われた「AKB48 夢の紅白選抜」では32位にランクインした。

2017年
- 2月22日、自身のSHOWROOMにおいて、AKB48と新設姉妹グループであるSTU48との兼任を発表。さらに、翌日未明（同日深夜）放送の『AKB48のオールナイトニッポン』において、STU48のキャプテンに任命された。
- 5月から6月にかけて投票が実施された『AKB48 49thシングル 選抜総選挙』で9位となった。

2018年
- 1月16日、自身初のソロコンサート『岡田奈々ソロコンサート〜私が大切にしたいもの〜』をTOKYO DOME CITY HALLで開催した。
- 1月24日発売のAKB48の9thアルバム『僕たちは、あの日の夜明けを知っている』のビジュアルおよびリード曲「靴紐の結び方」でセンターを務め、3月14日発売の51stシングル『ジャーバージャ』では、シングル表題曲における初のセンターを務めた。
- 5月から6月にかけて投票が実施された『AKB48 53rdシングル 世界選抜総選挙』で5位となり、初の神7入りを果たした。
- 8月16日、声帯結節の手術を受け療養中であることを発表した。
- 10月に上演された舞台版「マジムリ学園」では、小栗有以とダブル主演。

2019年
- 4月16日、広島国際フェリーポートでのSTU48の船上劇場「STU48号」就役式に出席後、劇場の初日公演「GO!GO! little SEABIRDS!!」に出演。

2020年
- 1月18日にTOKYO DOME CITY HALLLで開催された『STU48選抜コンサート〜東京には染まらないで帰ります。〜』においてSTU48のキャプテンを退任することを発表した。
- 1月21日に村山彩希、茂木忍、向井地美音とともにYouTube上に「ゆうなぁもぎおんチャンネル」を開設。
- 1月22日、村山彩希と『ゆうなぁ単独コンサート〜かけがえのない時間〜』をTOKYO DOME CITY HALLLで開催した。
- 11月21日に「ゆうなぁもぎおんチャンネル」の登録者数が10万人を突破した。

2021年
- 7月7日、個人のYouTubeチャンネル『岡田奈々チャンネル（仮）』を開設するとともに、その生配信でエイベックス・アスナロ・カンパニーに移籍することを発表した。7月15日、チャンネル名が『岡田奈々の落とし穴チャンネル』となったことを発表した。
- 9月12日、広島サンプラザで開かれたSTU48の夏ツアーの最終公演において、STU48との兼任の解除が発表された。10月20日に発売されるSTU48の7枚目のシングル『ヘタレたちよ』が最後の参加楽曲となる。
- 9月29日発売の58thシングル『根も葉もRumor』で、51stシングル『ジャーバージャ』以来約3年半ぶり・7作ぶりにシングル表題曲のセンターを務める。
- 12月8日に開催された『AKB48劇場16周年特別記念公演』において組閣発表が行われ、チームAへ異動することが発表された。

2022年
- 1月12日に舞浜アンフィシアターにおいて開催された「第4回AKB48グループ歌唱力No.1決定戦」で4回目の出場にして初優勝した。
- 1月15日、STU48での最終活動日が『STU48 岡田奈々ラストコンサート〜Sailing day from NANA〜』が開催される3月18日となることが発表された。
- 3月18日に開催された『STU48 岡田奈々ラストコンサート〜Sailing day from NANA〜』に出演し、この日をもってSTU48兼任解除となった。
- 11月19日、舞台で共演した俳優・猪野広樹との交際が『文春オンライン』で報じられた。
- 11月23日、自身のTwitterにて上記の交際報道について謝罪した上で、グループを卒業することを発表した。
- 12月17日、転倒によるけがのため、年内いっぱい療養することが発表された。

2023年
- 1月1日、自身のTwitterにて活動再開を報告。
- 1月からソロでは初となる全国ツアー「TIMELESS FLAG」を48グループが所在する、東京、愛知、大阪、福岡、新潟、広島に神奈川を加えた7都府県で計8公演を開催する。
- 4月2日、AKB48劇場で行われた卒業公演をもってAKB48を卒業した。
- 5月2日、「鼻中隔湾曲症」の手術を受けた。
- 7月14日、大阪で開催したオフィシャルファンクラブ「NANAIRO」の開設記念ファンミーティングにおいて、同年秋にAKB48卒業後初となるソロアルバムをリリースしてソロデビューすることを発表した。
- 11月7日、自身の誕生日にソロアルバム「Asymmetry」をリリースし、ソロデビューした。全曲の作詞を岡田奈々自身が書いている。
- 12月30日・31日に開催予定だったライブを体調不良のため中止。

2024年
- 1月19日、2月から開催予定だったライブツアー「岡田奈々 LIVE TOUR 2024 〜Asymmetry〜」全6公演を体調不良のため中止することを発表した。

## 人物
愛称は、なぁちゃん。
奈々という名前の由来は、誕生日が7日だからである。また、1959年生まれの女優・元アイドル歌手である岡田奈々と同姓同名（ただし先代である岡田奈々は芸名）であるが、彼女の存在は両親から知らされた。彼女のことをインターネットで検索し、写真を見た時は、「きれいな人で、すごい嬉しい」と感じた。その後、当人が「平成の岡田奈々」、1959年生まれの方が「昭和の岡田奈々」と言われることがある。
4人兄妹の長女で兄が二人（7歳上と2歳上）と妹が一人いる。妹は名前やプロフィールなどは非公表だが、SHOWROOMなど、メディアに登場することがある。2016年に開催された『AKB48グループ ユニットシングル争奪じゃんけん大会in神戸ワールド記念ホール』では姉妹で『Re:ゼロから始める異世界生活』の双子のキャラクター・ラムとレムに扮し登場した。
長所は何でもかんでもバカみたいに全力になれるところ、短所は一つのことをずっと引きずってしまうところと自己評価している。座右の銘はアニメ『交響詩篇エウレカセブン』からの言葉「ねだるな、勝ち取れ、さすれば与えられん」。
好きなものは、チョコミント、岩下の新生姜と百合漫画であり、アニメ好きで、水樹奈々のファンである。好きな漫画は高嶋ひろみの「あさがおと加瀬さん。」を挙げている。好きな映画はフランスの映画『アデル、ブルーは熱い色』を挙げている。
医者志望だったが、AKBオーディションに受かって諦めた。2014年時点での将来の目標は世界に通用する歌手であり、女優になること、また、現在の将来の夢は大きいステージでソロコンサートをすることである。
十代の頃に摂食障害を発症していたことを明らかにしている。
性自認が「ノンバイナリー」であることを公表している。
身長は157 cm、体重は38.3 kg。

### AKB48
AKB48を知ったきっかけは、「AKBINGO!で板野友美さんを見て、かわいいなぁって思ったのが始まり」だと明かしている。
同期の小嶋真子、西野未姫の2人とともに「三銃士」と呼ばれていた。
仲がいい村山彩希のどこが好きか質問されて、「全部好き」だと答えている。
2017年にAKB48ファンで推しメンが岡田である落語家の春風亭三朝が真打に昇進した際、岡田が後ろ幕を贈った。
2018年4月1日にさいたまスーパーアリーナで開催された初センターのシングルタイトルが入った『AKB48単独コンサート 〜ジャーバージャって何?〜』に晴れ姿を見せられたらと思い、初めてある親友を招待した。岡田は渡辺麻友推しのファンであり、AKB48加入前の2011年に憧れていた渡辺に初めて会うため、さいたまスーパーアリーナで行われた『桜の木になろう』全国握手会に一緒に行った親友であった。
研究生のころに大島優子に何が好きか聞かれて「アニメやキラキラした可愛い物が好き」と答えたら「まゆゆと一緒だね」と言われ、その時に大好きではあるが渡辺と同じキャラクターを目指す必要性は全くないことに気づいたが、すぐに変えることはできなかった。「センターを目指す」と公言していたが、考え方が変化し、これから進むべき道はセンターを目指すことではなく、それよりも「グループのために自分が何をどれだけ発信できるかということの方が大事な」のではないかという。また、髪を短く切ったりして脱アイドルの道を歩んでいて、「もう戻らない」といい、「可愛い子たちの中で目立つためには、奇抜な方がいい（笑い）」「優等生でいようという気持ちは捨てて、変でいいと思ってやっていきます（笑い）」ともいう。
岡田は大切にしていることについて「常に笑顔をたやさず 弱音を吐かず、光だけを見せ続けるのが完璧なアイドルだと思いますが、私はあえて自分の弱いところも隠すことなく、全部本音でファンの方と向き合っています」と語っている。
AKB48グループと歌唱力についての私論として「アイドルも、もちろん歌が上手いにこしたことはないと思います。歌が上手ければ、単純に活動の幅が広がりますし。（中略）ただ一方で、AKB48グループは歌やダンスがそんなに上手じゃない子も上を目指すチャンスがあるアイドルだと思っているんです。だからAKB48が実力一辺倒になっていくというのは果たしてどうなのかなという疑問は自分の中でありますね。いろんな個性があっていいと思うので。」と述べた。
AKB48の公式ライバル・乃木坂46については「なぜ坂道グループと比べるの？ AKB48はAKB48らしく素敵でいたい。乃木坂46に勝ったら全てがいいということではない」と述べている。

### STU48
STU48では、キャプテンとしてのプレッシャーも大きいが、後輩メンバーに頼られることがうれしく、やりがいを感じており、自分が必要とされている実感があるという。STU48のキャプテンになるまでは、自分のために頑張らなくてはいけないという観念にとらわれすぎていたが、全員が後輩でデビューしたばかりのメンバーをリードする立場になり、初めて自分の存在意義を確認することができたといい、STU48のメンバーのためにという責任感が生まれた。「私はぐいぐい引っ張っていくリーダーではなく、皆で一緒に手をつないでグループを作っていきたいと思っています」という。また、STU48を兼任することによって、AKB48を客観的に見ることができるようになり、AKB48が自分にとって大事な場所であることを再確認できたという。キャプテン就任からの1年半を振り返って、メンバーが自分自身を成長させてくれていると感じ、お手本にならなくてはとの使命感がある一方で、自分がAKB48でデビューした当時のことを思い出させてくれる初々しい頑張りが、キャプテンとして頑張れる理由となっていると語っている。
2020年1月に3年間務めたキャプテンを今村美月に引き継いで、現在の役割は「メンバーが困ったときのお助け役ですかね（笑）相談に乗ったり、ちょっとしたことでも話を聞いたり、STU48のスタッフさんに直接言えないようなことを私が代弁したり…皆の守り隊です！」という。また、2021年1月15日に行われたSTU48初の日本武道館コンサートの舞台に立ち、STU48が「もうこんなところまで成長して大きくなったんだと親心が湧いてきてすごく嬉しい気持ちでした」と話す。

## AKB48・STU48での参加楽曲

### シングル選抜楽曲
AKB48名義
- 『UZA』に収録
  - 大人への道 - 「研究生」名義

- 『永遠プレッシャー』に収録
  - 私たちのReason

- 『So long !』に収録
  - 強い花 - 「研究生」名義

- 『さよならクロール』に収録
  - バラの果実 - 「アンダーガールズ」名義
  - LOVE修行 - 「研究生」名義

- 『恋するフォーチュンクッキー』に収録
  - 青空カフェ

- 『ハート・エレキ』に収録
  - 君だけにChu ! Chu ! Chu ! - 「てんとうむChu !」名義
  - 清純フィロソフィー - 「Team 4」名義

- 『鈴懸の木の道で「君の微笑みを夢に見る」と言ってしまったら僕たちの関係はどう変わってしまうのか、僕なりに何日か考えた上でのやや気恥ずかしい結論のようなもの』に収録
  - Party is over
  - 選んでレインボー - 「てんとうむChu !」名義

- 『前しか向かねえ』に収録
  - 昨日よりもっと好き - 「Smiling Lions」名義

- ラブラドール・レトリバー
  - ハートの脱出ゲーム - 「Team 4」名義

- 『心のプラカード』に収録
  - 性格が悪い女の子 - 「フューチャーガールズ」名義

- 『希望的リフレイン』に収録
  - 今、Happy - 「ばら組」名義
  - 目を開けたままのファーストキス - 「Team 4」名義

- 『Green Flash』に収録
  - 初恋のおしべ - 「てんとうむChu ! & かぶとむChu !」名義

- 僕たちは戦わない
  - Summer side - 「セレクション16」名義
  - “ダンシ”は研究対象 - 「てんとうむChu !」名義

- 『ハロウィン・ナイト』に収録
  - さよならサーフボード - 「アンダーガールズ」名義

- 『唇にBe My Baby』に収録
  - 君を君を君を… - 「次世代選抜」名義
  - なんか、ちょっと、急に… - 「Team 4」名義

- 『君はメロディー』に収録
  - LALALAメッセージ - 「AKB48次世代選抜」名義

- 翼はいらない
  - 考える人 - 「Team 4」名義

- LOVE TRIP/しあわせを分けなさい
- ハイテンション
  - 清純タイアド - 「てんとうむChu !」名義

- シュートサイン
  - アクシデント中 - 「AKB48 U-19選抜」名義
  - 誰のことを一番 愛してる? - 「坂道AKB」名義

- 願いごとの持ち腐れ
  - イマパラ
  - 瀬戸内の声 - 「STU48」名義

- #好きなんだ
- 11月のアンクレット
  - 思い出せてよかった - 「STU48」名義
  - 予想外のストーリー - 「ボーカル選抜」名義

- ジャーバージャ
  - ペダルと車輪と来た道と - 「STU48」名義
  - 国境のない時代 - 「坂道AKB」名義

- Teacher Teacher
  - 猫アレルギー - 「Team 4」名義

- センチメンタルトレイン
- NO WAY MAN
- ジワるDAYS
  - 必然性 - 「IZ4648」名義

- サステナブル
- 失恋、ありがとう
  - また会える日まで
  - 愛する人

- 根も葉もRumor
  - 離れていても

- 元カレです
  - 壊さなきゃいけないもの - 「岡田奈々」名義
  - 臆病なナマケモノ - 「Team A」名義

- 久しぶりのリップグロス

STU48名義
- 暗闇
  - STU48
  - 誰かがいつか 好きだと言ってくれる日まで

- 風を待つ
  - 出航
  - 制服の重さ - 「20世紀生誕メンバー」名義

- 大好きな人
  - 青い檸檬 - 「STU48 ボーカル選抜」名義

- 無謀な夢は覚めることがない
- 思い出せる恋をしよう（1期生・ドラフト3期生歌唱ver.）
- 独り言で語るくらいなら
  - そして僕は僕じゃなくなる

- ヘタレたちよ
  - 後悔なんかあるわけない

### アルバム選抜楽曲
『次の足跡』に収録
- チーム坂 - 「Team 4」名義
- スマイル神隠し - 「てんとうむChu !」名義

『ここがロドスだ、ここで跳べ!』に収録
- ダウンタウンホテル100号室
- 涙は後回し - 「峯岸Team 4」名義

『0と1の間』に収録
- 泣き言タイム - 「Team 4」名義
- てんとうむChu ! を探せ! - 「てんとうむChu !」名義

『サムネイル』に収録
- あの日の自分
- コイントス - ソロ楽曲

『僕たちは、あの日の夜明けを知っている』に収録
- 靴紐の結び方
- 涙の表面張力

### その他の参加楽曲
シングル『やさしくするよりキスをして』（「渡辺美優紀」名義）
- 春風ピアニッシモ - 「AKB48」名義

配信限定楽曲
- 近いのに離れてる
- 恋人いない選手権

### 未音源化曲
ぱちスロAKB48 勝利の女神
- ヘビーローテーション
- AKBフェスティバル

ぱちんこAKB48-3 誇りの丘
- 誇りの丘

### 劇場公演ユニット曲
研究生「僕の太陽」公演
- アイドルなんて呼ばないで
- 僕とジュリエットとジェットコースター

研究生「パジャマドライブ」公演
- てもでもの涙
- 鏡の中のジャンヌダルク

峯岸チーム4「手をつなぎながら」公演
- 雨のピアニスト

峯岸チーム4「アイドルの夜明け」公演
- 口移しのチョコレート
- 愛しきナターシャ

春風亭小朝「イヴはアダムの肋骨」公演
- てもでもの涙（チームB 3rd Stage「パジャマドライブ」）
- 君だけにChu!Chu!Chu!（AKB48 33rdシングル「ハート・エレキ」収録曲）

田原総一朗「ド〜なる?!ド〜する?!AKB48」公演
- Bird（チームA 3rd Stage「誰かのために」公演）

高橋朱里チーム4「夢を死なせるわけにいかない」公演
- Confession

 リバイバル公演「僕の太陽」
- 向日葵（島田晴香、鈴木まりや、西野未姫のスタンバイ）

外山大輔「ミネルヴァよ、風を起こせ」公演
- コップの中の木漏れ日

井上ヨシマサ「神曲縛り」公演
- 泣きながら微笑んで
- Everyday、カチューシャ

村山チーム4「手をつなぎながら」公演
- この胸のバーコード

## 作品

### アルバム
|                   | リリース日        | タイトル          | 最高位            | 販売形態                  | 規格品番                             | 形態                                     | 収録曲 | 備考 |
| avex traxレーベル | avex traxレーベル | avex traxレーベル | avex traxレーベル | avex traxレーベル         | avex traxレーベル                    | avex traxレーベル                        | avex traxレーベル | avex traxレーベル |
| ----------------- | ----------------- | ----------------- | ----------------- | ------------------------- | ------------------------------------ | ---------------------------------------- | --- | --- |
| 1                 | 2023年11月7日     | Asymmetry         | 9位               | CD+BD CD                  | AVCD-63529/B AVCD-63530 AVC1-63531/B | 初回盤 通常盤 ＠Loppi・HMV限定豪華盤     | 収録曲（全曲作詞岡田奈々） 1. 裏切りの優等生 2. Green Bird 3. 「ありがとう、幸せになってね。」 4. 声を失った人魚姫 5. ネット弁慶の皆様へ 6. この世から僕だけが消えることが出来たら 7. 終焉のカウントダウン 8. TAKOYAKI ROCK 9. 生きる理由 10. Mayday 11. サラン 12. 望まれない朝 13. Silent Mermaid -BONUS TRACK- | |
| 2                 | 2024年11月27日    | Contrust          | 16位              | CD＋フォトブック CD+BD CD | AVCD-63664 AVCD-63665/B AVCD-63666   | 初回盤（Type-A） 初回盤（Type-B） 通常盤 | 収録曲 1. 残響Alive 2. 5月にふたりは嘘をつく 3. moratorism 4. 共犯カメラ 5. 神様はまだ僕を死なせてくれないから 6. 空白と高鳴り 7. 好きの魔法 8. UNMEI 9. 赤い夜が満ちるまで 10. 12.24 11. 桜色の君を想う | 残響Alive： フジテレビ系「めざまし８」12月・1月エンディングソング 共犯カメラ： テレビ朝日ドラマ「栞ちゃん 心の声を聞かせてよ」主題歌 |

### 映像作品
| # | リリース日     | タイトル                                        | レーベル | 規格品番  | 販売形態 |
| - | -------------- | ----------------------------------------------- | -------- | --------- | -------- |
| 1 | 2018年10月19日 | 岡田奈々 ソロコンサート〜私が大切にしたいもの〜 | AKS      | AKB-D2385 | DVD      |
| 1 | 2018年10月19日 | 岡田奈々 ソロコンサート〜私が大切にしたいもの〜 | AKS      | AKB-D2386 | Blu-ray  |

## コンサート
- 岡田奈々ソロコンサート〜私が大切にしたいもの〜（2018年1月16日、TOKYO DOME CITY HALL）[22]
- ゆうなぁ単独コンサート〜かけがえのない時間〜（2020年1月22日、TOKYO DOME CITY HALL）[33]
- 10周年記念ソロコンサート「Starting Over」
  - （2022年7月3日、昭和女子大学人見記念講堂）[95]
  - （2022年7月10日、神奈川県民ホール）[96]
- 岡田奈々 1st LIVE TOUR 2023〜TIMELESS FLAG〜[97][98]
  - （2023年1月27日、福岡・DRUM LOGOS）
  - （2023年1月27日、広島・広島CLUB QUATTRO）
  - （2023年2月4日、東京・KANDA SQUARE HALL）
  - （2023年2月5日、神奈川・YOKOHAMA Bay Hall）
  - （2023年2月14日、新潟・新潟LOTS）
  - （2023年2月26日、東京・豊洲PIT）
  - （2023年3月13日、大阪・なんばhatch）
  - （2023年3月14日、愛知・DIAMOND HALL）
- 岡田奈々 Congratulation concert〜Thanks infinite〜（2023年4月1日、神奈川県民ホール） [99]
- ゆうなぁもぎおんラストパーティー〜【朗報】最後に4人で歌って踊ってみた【感謝】〜（2024年1月8日、山野ホール）[100]
- 岡田奈々 BIRTHDAY LIVE 2024 〜Asymmetry〜（2024年11月7日、YOKOHAMA Bay Hall）[101]

## 出演

### テレビドラマ
- So long !（2013年2月13日、日本テレビ）
- 女子高警察（2013年10月27日 - 2014年3月16日、フジテレビ）[102][103]
- マジすか学園4（2015年1月20日 - 3月31日、日本テレビ） - カタブツ 役
- マジすか学園5（2015年8月25日、日本テレビ）[注 6] - カタブツ 役[105]
- 劇場霊からの招待状　第2話「死期」（2015年10月20日、TBS）- 主演・檜山花音 役[106][107]
- AKBラブナイト 恋工場 第23話「恋空模様」（2016年7月14日、テレビ朝日） - 主演・真奈美 役[108]
- キャバすか学園（2016年10月30日 - 2017年1月15日、日本テレビ） - カレイ / カタブツ 役[109][110]
- 奪い愛、高校教師（2021年12月28日 - 31日、テレビ朝日） - 星野灯 役[注 7][111]

### その他テレビ番組
- AKB48裏ストーリー 岡田奈々19歳、夢の代償（2016年11月24日、TBS[注 8]）[113][75]
- ミライ☆モンスター→ライオンのミライ☆モンスター（2022年1月9日 - 2023年4月2日、フジテレビ） - MC[114]

### DVDドラマ
- SF 少女ドラマシリーズ「ADS77」（2013年、AKB48「恋するフォーチュンクッキー」特典映像） - 主演・ADS77 役[115]

### ラジオ
- リッスン? 2-3（2016年1月度・2017年2月度、文化放送）[116]
- TOKYO FMサンデースペシャル『ブレインスリープ Presents AKB48 ゆうなぁもぎおん 噂の!週末の夜は最高の睡眠』（2021年8月15日、TOKYO FM）[117]
- AKB48　岡田奈々・山根涼羽・福留光帆の関西人と付き合いたい（2022年3月29日、ラジオ関西）[118]
- AKB48のささやきラジオ〜たぶん、山梨でしか流れないから!〜（2022年5月1日、YBSラジオ）[注 9]

### 舞台
- ミュージカル「AKB49〜恋愛禁止条例〜」（2014年9月11日 - 16日、AiiA Theater Tokyo） - 水野春子 役[12]
- ミュージカル「マジすか学園 〜京都・血風修学旅行〜」（2015年5月14日 - 19日、AiiA 2.5 Theater Tokyo） - 沖田 役[119][120]
- 絢爛とか爛漫とか（2016年4月9日 - 15日、品川プリンスホテル クラブeX） - 野村文香 役[121][122][123]
- 舞台「マジすか学園 〜Lost In The SuperMarket〜」（2016年7月25日 - 8月5日、赤坂ACTシアター） - カタブツ 役[124][125]
- リーディングシアター「恋工場」（2016年9月21日、ベルサール渋谷ガーデン Cホール）[126]
- 劇団れなっち「ロミオ&ジュリエット」（2018年5月9日 - 13日、AiiA 2.5 Theater Tokyo） - ジュリエット 役（白組）[127]
- 舞台版「マジムリ学園」（2018年10月19日 - 28日、日本青年館ホール） - 主演・ネロ 役（小栗有以とダブル主演）[28][29]
  - 舞台「マジムリ学園-LOUDNESS-」（2021年8月20日 - 29日、品川プリンスホテル ステラボール）[128]
- 博多座開場20周年記念公演「仁義なき戦い〜彼女（おんな）たちの死闘編〜」（2019年11月16日 - 24日、博多座） - 広能昌三 役[129]
- Reading Pop『青い鳥』〜メーテルリンク『青い鳥』より〜（2022年2月3日 - 6日、ヒューリックホール東京） - 主演・チルチル 役（Femme ver.）[130][131]
- 舞台「いわかける！ - Sport Climbing Girls -」（2022年2月17日、サンシャイン劇場） - 藤村あすか 役（日替わりゲスト）
- ミュージカル『弥生、三月-君を愛した30年-』（2022年4月21日 - 24日、サンシャイン劇場 / 4月28日 - 29日、京都劇場 / 5月5日、名古屋市公会堂 / 5月7日 - 8日、サンケイホールブリーゼ） - 渡辺サクラ 役[132][133]
- ミュージカル『マギ』 －迷宮組曲－（2022年6月3日 - 12日、天王洲 銀河劇場 / 6月18日 - 19日、森ノ宮ピロティホール） - ヒロイン・モルジアナ 役[134]
  - ミュージカル『マギ』-バルバッド狂騒曲-（2023年6月9日 - 18日、品川プリンスホテル ステラボール / 6月24日 - 25日、森ノ宮ピロティホール）[135][136]
- MEIJIZA 150th Anniversary Special Concert『The Dream Co-Star』（2022年9月9日 - 15日、明治座）[137]

### ネット配信
- マジすか学園5（2015年8月25日 - 10月27日、Hulu）[注 6] - カタブツ 役
- AKBホラーナイト アドレナリンの夜 第34話「帰り道」（2016年2月4日、ビデオパス・テレ朝動画） - 主演・里香 役[138]
- 奪い愛、高校教師（2021年12月27日 - 30日、ABEMA） - 星野灯 役[注 10][111]

### 広報
- 文化放送 「第9回100万円争奪！ラジオCMコンテスト」（2015年8月1日 - 12月15日） - 特別審査員[139]

### イベント
- 第33回 マイナビ 東京ガールズコレクション 2021 AUTUMN/WINTER（2021年9月4日、オンライン配信）[140]

## 書籍

### 写真集
- 岡田奈々ファースト写真集『飾らない宝石』（2018年2月27日、ワニブックス）[141][142]